# Wasilij Dinkow
Wasilij Aleksandrowicz Dinkow (ros. Васи́лий Алекса́ндрович Динко́в, ur. 25 grudnia 1924 we wsi Łunaczarskoje w rejonie berdiańskim w obwodzie zaporoskim, zm. 25 czerwca 2001 w Moskwie) – minister przemysłu gazowego ZSRR (1981–1985), minister przemysłu naftowego ZSRR (1985–1989), Bohater Pracy Socjalistycznej (1984).

## Życiorys
Urodzony w bułgarskiej rodzinie chłopskiej, prawnuk bułgarskiego emigranta, weterana walk z osmańską władzą w Bułgarii. Od 1942 żołnierz Armii Czerwonej, brał udział w wojnie ZSRR z Niemcami, od 1946 należał do WKP(b), w 1947 zdemobilizowany z armii. Pracował w kołchozie w Kraju Krasnodarskim, był przewodniczącym rejonowej komisji rewizyjnej i sekretarzem biura partyjnego, w latach 1949–1954 studiował w Azerbejdżańskim Instytucie Naftowym, po czym pracował w Krasnodarze jako inżynier mechanik w zarządzie „Abinnieft´”. W latach 1956–1957 szef wydziału produkcyjno-technicznego w zjednoczeniu „Krasnodarnieft´”, od 1957 główny inżynier zarządu „Krasnodarnieft´”, od 1959 główny inżynier zarządu gazowo-przemysłowego zarządu Krasnodarskiego Sownarchozu. Od 1962 pracował w Gławgazie ZSRR, w latach 1965–1966 szef zjednoczenia „Kubańgazprom”, od kwietnia 1966 pracował w Ministerstwie Przemysłu Gazowego ZSRR jako szef Głównego Zarządu ds. Wydobycia Gazu, od czerwca 1967 członek Kolegium Ministerstwa Przemysłu Gazowego ZSRR, 1970–1979 wiceminister przemysłu gazowego ZSRR. Od lutego 1979 do maja 1981 I wiceminister, a od 8 maja 1981 do 11 lutego 1985 minister przemysłu gazowego ZSRR. Od 13 lutego 1985 do 27 lipca 1989 minister przemysłu naftowego ZSRR, następnie na emeryturze. W latach 1986–1990 członek KC KPZR, 1981–1989 deputowany do Rady Najwyższej ZSRR.
Pochowany na Cmentarzu Nowodziewiczym.

## Odznaczenia i nagrody
- Medal Sierp i Młot Bohatera Pracy Socjalistycznej (24 grudnia 1984)
- Order Lenina (trzykrotnie – 1 lipca 1966, 6 października 1983 i 24 grudnia 1984)
- Order Rewolucji Październikowej (5 marca 1976)
- Order Wojny Ojczyźnianej I klasy (11 marca 1985)
- Order Czerwonego Sztandaru Pracy (25 sierpnia 1971)
- Nagroda Państwowa ZSRR (1980)
- Nagroda Władz Federacji Rosyjskiej (1996)